# Transports dans l'Ariège
Les transports dans le département français de l'Ariège sont dans l'ensemble peu développés, le département étant situé en-dehors des principaux axes de communication, possédant un relief marqué dû à la chaîne pyrénéenne, et ne générant pas lui-même de trafic important en raison de sa faible population, laquelle est cependant en légère croissance depuis 1990. En effet, bien que des voies de circulation (route nationale 20, ligne de Portet-Saint-Simon à Puigcerda (frontière)) relient Toulouse à la Catalogne via l'Ariège, celles-ci ont un rôle très modeste dans le trafic entre la France et l'Espagne. Elles accueillent un trafic principalement régional entre l'Ariège et la métropole toulousaine, dont le volume, modeste, s’accroît à mesure que l'on se rapproche de la Ville Rose.

## Transport routier

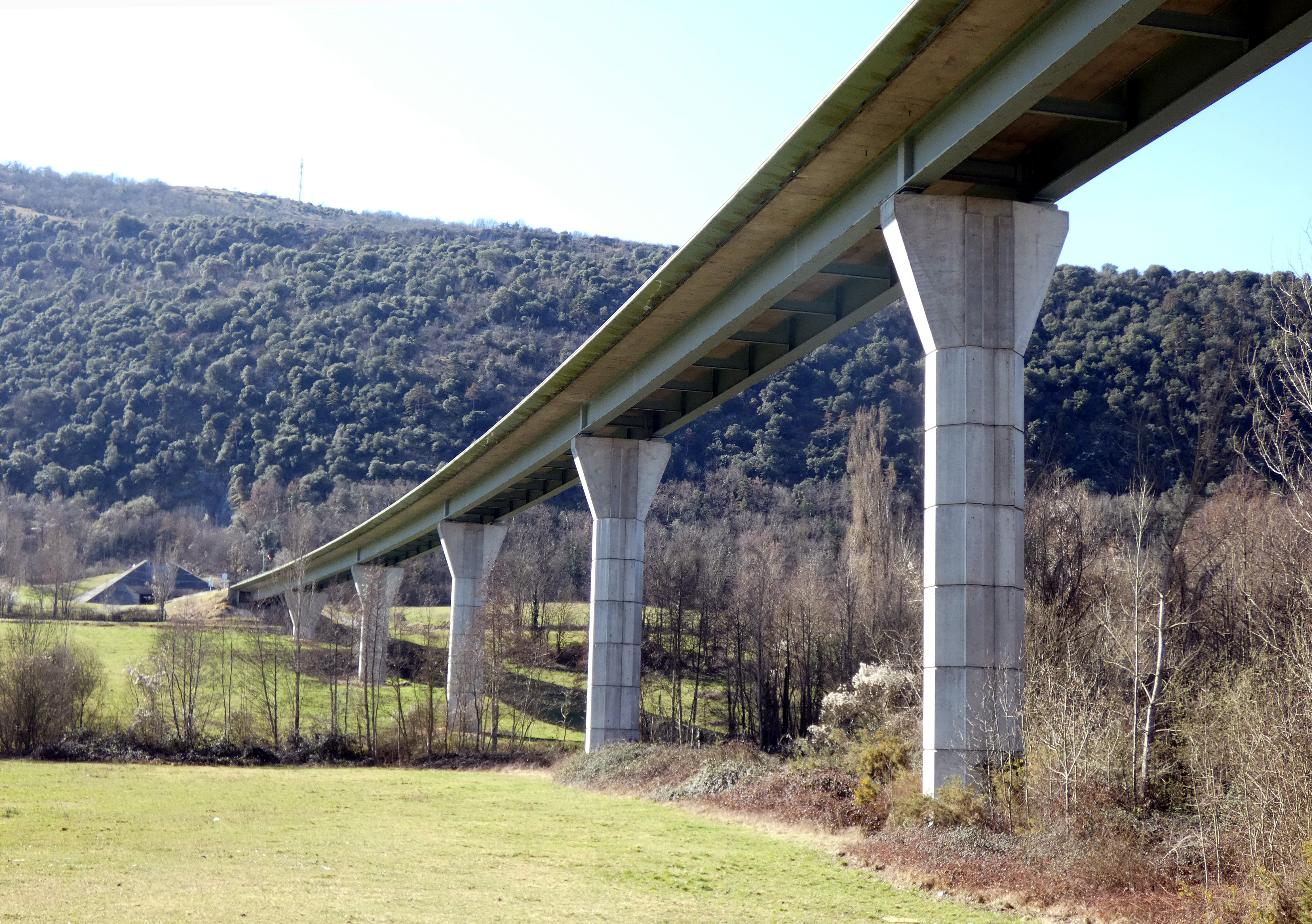
Le viaduc de l'Alses supportant la route nationale 20, dans la commune d'Arabaux à proximité de Foix.

### Infrastructures routières
Le principal axe routier du département est celui reliant Toulouse au tunnel routier du Puymorens, vers l'Espagne, et qui traverse les deux principales agglomérations du département, Pamiers et Foix. Il est composé du nord au sud d'une autoroute (l'A66), qui s'interrompt au niveau de Pamiers, d'une section de la route nationale 20 aménagée en voie rapide à 2x2 voies jusqu'à Tarascon-sur-Ariège, et enfin de la suite de la route nationale 20 à deux voies sans terre-plein central. Le prolongement de la voie rapide vers le sud est envisagé au titre du désenclavement du sud de l'Ariège et de l'ouest des Pyrénées-Orientales, et pour développer le trafic international sur cet axe. Les particularismes de l'Andorre, pays non membre de l'Union européenne, renforce le trafic sur la RN 20 pour aboutir à la frontière du Pas de la Case cependant située à 2 050 m d'altitude.
Parmi les autres axes routiers du département, au trafic moyen, on peut notamment citer la route départementale 117, située en piémont pyrénéen et desservant d'ouest en est Saint-Girons, Foix et Lavelanet, soit 3 des 4 communes les plus peuplées du département.

### Transport collectif de voyageurs
L'Ariège est desservie par le réseau régional de transport routier liO, qui exploite 8 lignes régulières dans le département.

## Transport ferroviaire

### Historique

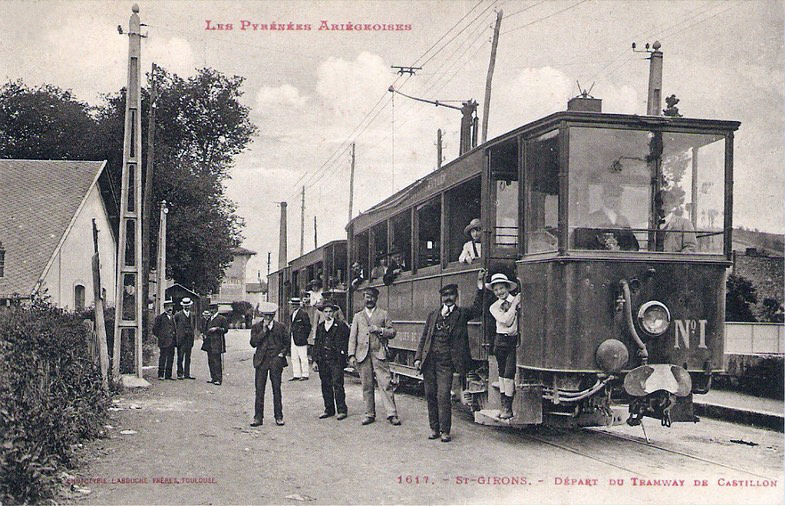
Départ d'un tramway électrique de la ligne de Saint-Girons à Castillon et à Sentein, à Saint-Girons, vers 1915.

Le chemin de fer ne dessert l'Ariège qu'à partir de 1861, avec l'ouverture du premier tronçon de la future ligne de Portet-Saint-Simon à Puigcerda (frontière), jusqu'à Pamiers ; Foix sera atteinte quelques mois plus tard. Le réseau d’intérêt général, développé dans le département par la Compagnie des chemins de fer du Midi et du Canal latéral à la Garonne (Midi), ne sera jamais très étendu en Ariège. À la veille de la Première Guerre mondiale, le chemin de fer d’intérêt général desservait notamment Ax-les-Thermes, La Bastide-de-Sérou, Foix, Lavelanet, Mirepoix, Pamiers, Saverdun, Saint-Girons et Tarascon-sur-Ariège.
C'est seulement en 1929, soit 22 ans après sa déclaration d'utilité publique, que la section internationale de la ligne de Portet-Saint-Simon à Puigcerda (frontière) est ouverte : au sud d'Ax-les-Thermes, elle possède des caractéristiques exceptionnelles (rampes très fortes, ouvrages d'art nombreux). Cette ligne est électrifiée au même moment.
L'Ariège a également été desservie à partir des années 1910 par plusieurs petits réseaux de chemins de fer d’intérêt local, qui disparurent tous avant la Seconde Guerre mondiale :
- La Société anonyme du gaz et de l'électricité de Saint-Girons puis la Société des tramways électriques de l'Ariège exploitèrent une ligne de Saint-Girons à Castillon et à Sentein et une ligne de Oust à Aulus-les-Bains ; cette dernière, prévue pour être en correspondance avec une ligne d'intérêt général jamais achevée, présente la particularité de n'avoir jamais offert aucune correspondance avec une autre ligne ferroviaire ;
- La Compagnie du Tramway de Tarascon-sur-Ariège à Auzat mit en service la ligne éponyme ;
- La Compagnie des chemins de fer du Sud-Ouest, dont le réseau desservait essentiellement la Haute-Garonne, desservit néanmoins le nord-ouest du département avec deux lignes desservant notamment Le Mas-d'Azil.

Après la fermeture des lignes d'intérêt local dans les années 1930, le département connut après-guerre la fermeture de la plupart de ses lignes d'intérêt général, pourtant peu nombreuses. Depuis 1969, la ligne de Portet-Saint-Simon à Puigcerda (frontière) est la seule sur laquelle un service voyageurs est assuré.
|                                             |
| Le réseau ferroviaire à son apogée en 1930. |

|                                     |
| Le réseau ferroviaire de nos jours. |

|                                                    |
| Carte animée de l’évolution du réseau ferroviaire. |

### Situation actuelle

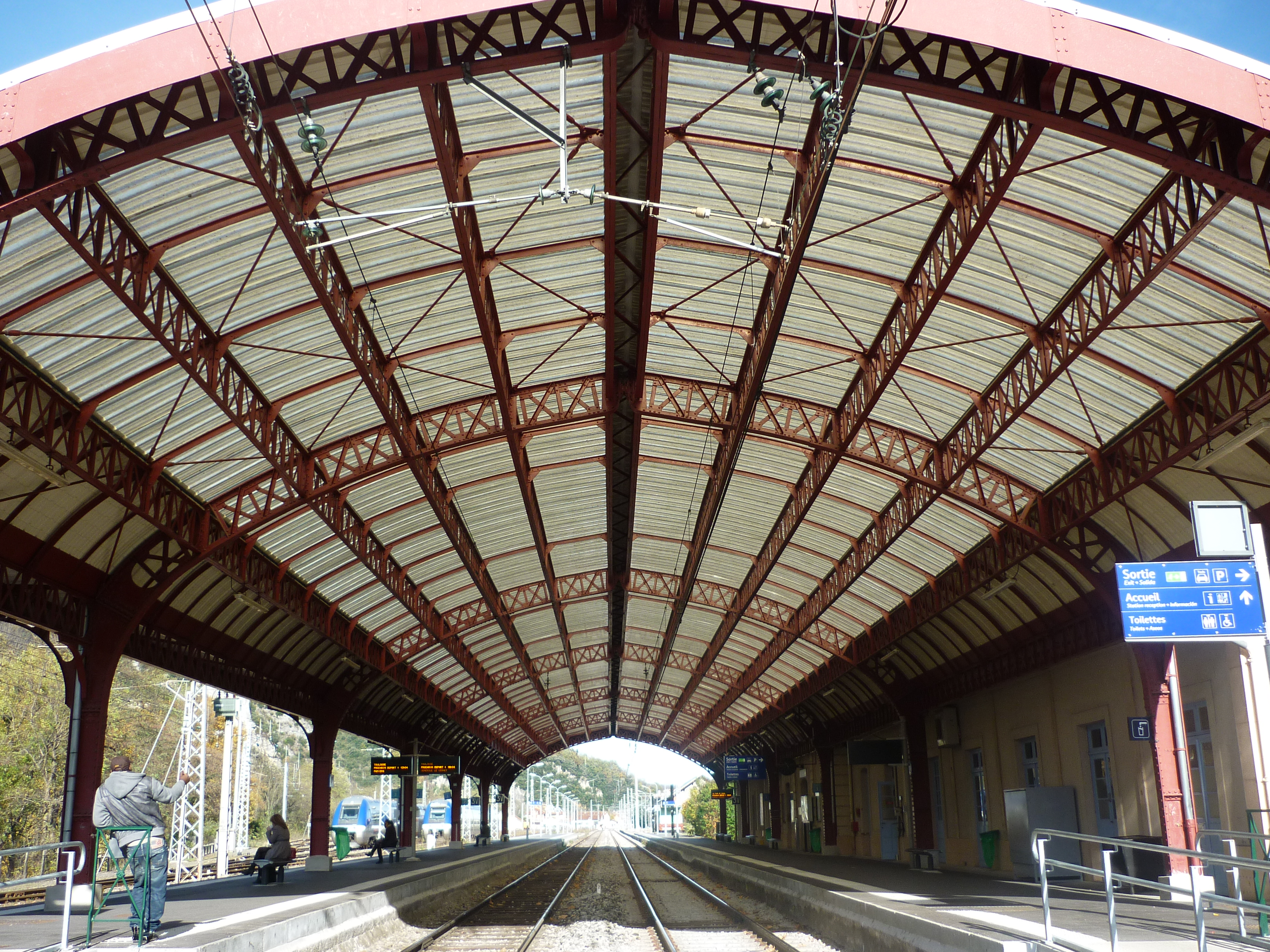
Grande halle voyageurs de la gare de Foix.

Département peu peuplé et éloigné des principaux axes ferroviaires, l'Ariège ne possède aucune gare importante. Les principales gares de voyageurs sont celles de Pamiers et Foix, avec une fréquentation annuelle de seulement 295 000 et 216 000 voyageurs respectivement en 2019.
La seule ligne ferroviaire encore en service, tant pour les voyageurs que pour le fret, est la ligne de Portet-Saint-Simon à Puigcerda (frontière). Au nord du tunnel ferroviaire du Puymorens, le tunnel hélicoïdal de Saillens est une curiosité de cette ligne. A voie unique électrifiée, celle-ci voit son trafic croître à l'approche de la métropole toulousaine, grâce aux déplacements pendulaires ; en revanche, son trafic international est très modeste vers la Catalogne et faible pour l'Andorre. A noter le caractère quasi-international de la gare d'Andorre - L'Hospitalet (altitude : 1 409 m) ainsi renommée en 2008 à la suite de travaux d'extension financés à 75% par la principauté, dont c'est la seule gare proche.

## Transport aérien
L'Ariège ne possède aucun aéroport. Pour prendre l'avion, les Ariégeois doivent se rendre à l'aéroport de Toulouse-Blagnac ou plus secondairement à l'aéroport de Carcassonne-Salvaza voire, depuis la haute vallée de l'Ariège et par le tunnel d'Envalira, à l'aéroport Andorre–La Seu d'Urgell avec notamment une liaison régulière vers Madrid et des vols charters.
L'aérodrome de Pamiers - Les Pujols et l'aérodrome de Saint-Girons - Antichan sont principalement destinés à l'aviation légère de tourisme et de loisirs.

## Transports en commun urbains et périurbains
La communauté d'agglomération Pays Foix-Varilhes est la seule autorité organisatrice de la mobilité du département. Elle organise des services de transport dans son ressort territorial. Le réseau L'agglobus compte 4 lignes régulières d'autobus urbain, assurées avec des minibus, et du transport à la demande.

## Modes actifs
Le département est traversé par plusieurs voies vertes, véloroutes et sentiers de grande randonnée dont l'emblématique GR 10.